# Yūma Hiroki
Yūma Hiroki (jap. 廣木雄磨, Hiroki Yūma; * 23. Juli 1992 in Akishima, Präfektur Tokio) ist ein japanischer Fußballspieler.

## Karriere
Yūma Hiroki erlernte das Fußballspielen in der Jugendmannschaft des FC Tokyo sowie in der Universitätsmannschaft der Gakugei-Universität Tokio. Seinen ersten Vertrag unterschrieb er 2015 bei Renofa Yamaguchi FC. Der Verein aus Yamaguchi, einer Großstadt in der Präfektur Yamaguchi auf Honshū, der Hauptinsel Japans, spielte in der dritten Liga, der J3 League. 2015 wurde er mit Renofa Meister der J3 und stieg in die zweite Liga auf. 2019 verließ er den Klub und schloss sich dem Ligakonkurrenten Fagiano Okayama aus Okayama an.

## Erfolge
Renofa Yamaguchi FC
- J3 League

Meister: 2015  ▲